# Richard Korherr
El Dr. Richard Korherr (Ratisbona, 30 de octubre de 1903 - Brunswick, 24 de noviembre de 1989) fue un estadístico profesional en la Alemania nazi y el inspector jefe de la oficina estadística de las SS durante la Segunda Guerra Mundial. Korherr finalmente obtuvo el rango de SS-Sturmbannführer.
Korherr recibió su doctorado en 1926 y trabajó para la Oficina de Estadística del Reich antes del ascenso de Hitler al poder. Se desempeñó como presidente del Comité antiseparatista bávaro Reich und Heimat entre 1930 y 1933, y se convirtió en miembro del Partido Popular Bávaro Católico. El 1 de enero de 1934 su departamento fue asumido por la Oficina de Estadística de Baviera, y fue trasladado allí.
Entre 1935 y 1940 Korherr fue director de la Oficina de Estadística de la ciudad de Wurzburgo. Después de la invasión de Polonia en el inicio de la Segunda Guerra Mundial, el 9 de diciembre de 1940 Himmler llevó a Korherr a la oficina del Reichsführer-SS, para estudiar el progreso de su reasentamiento. Los increíbles problemas de Korherr con las SS comenzaron solo cuando se detuvo el avance alemán en el frente ruso, lo que resultó en la estadística más condenatoria que a menudo se le atribuye.

## Informe Korherr
Durante la Segunda Guerra Mundial, Korherr fue comisionado por Heinrich Himmler para calcular el número de judíos en Europa sujeto a "tratamiento especial" (Sonderbehandlung, nombre en clave de las SS para asesinato masivo) de 1937 a diciembre de 1942. Korherr completó su Informe Korherr en enero de 1943 y se lo entregó al SS-Obersturmbannführer Dr. Rudolf Brandt el 23 de marzo de ese año. Era un documento de 16 páginas sobre el progreso del Holocausto como se refleja en el número cada vez menor de judíos en Alemania y en la Europa ocupada. Incluyó un suplemento de siete páginas sobre las deportaciones en los primeros tres meses de 1943. El informe fue publicado bajo el título Die Endlösung der Judenfrage (en español, La Solución Final a la cuestión judía). Korherr calculó que el número había disminuido en 4 millones, de los cuales 1 274 166 víctimas fueron entregadas a campamentos para "tratamiento especial". El número exacto de 1 274 166 judíos apareció en el telegrama enviado por SS-Sturmbannführer Hermann Höfle el 11 de enero de 1943, sugiriendo que ambos utilizaron datos recogidos por la Autoridad de Transporte de Alemania. Himmler devolvió el documento a su autor y exigió una palabra más inocua en lugar del "Sonderbehandlung" para desviar y oscurecer los crímenes. Korherr reemplazó la frase con "Durchgeschleust" sugiriendo que los números de judíos citados habían "pasado" por los denominados Durchgangslager (campos de tránsito). Un resumen de su informe fue entregado a Adolf Hitler por Brandt.
Entre 1945 y 1946 estuvo bajo el llamado "arresto automático" como funcionario del Estado, sin embargo no enfrentó los Juicios de Núremberg, porque su Informe no fue revelado y más tarde afirmó que nunca escuchó sobre el exterminio antes de 1945.[cita requerida]
Más tarde Korherr trabajó en el Ministerio Federal de Finanzas en Alemania Occidental. También dio una conferencia en la Universidad de Erlangen-Núremberg en 1959-62. Korherr murió en la ciudad de Brunswick, Baja Sajonia, el 24 de noviembre de 1989 a la edad de 86 años.